# Szkoła Podstawowa nr 1 w Goleniowie
Szkoła Podstawowa nr 1 w Goleniowie – szkoła podstawowa, powstała na bazie dawnej Szkoły Podstawowej nr 1 im. Tadeusza Kościuszki i Gimnazjum nr 1. Mieści się w najstarszym budynku szkolnym w mieście – cały zespół budynków wpisany jest do rejestru zabytków.

## Historia
Budynek szkolny został wybudowany w latach 1896-1900 na terenie dawnych wałów, w miejscu rozebranych koszar. Po odremontowaniu budynku ze zniszczeń wojennych w roku 1953 przeniesiona została tutaj Szkoła Podstawowa nr 2, a następnie Szkoła Podstawowa nr 1, które mieściły się (odpowiednio) w budynkach przy ul. Szkolnej 23 (później: Szkoła Muzyczna I stopnia w Goleniowie) i 18 (później: Powiatowa Komenda Policji).

## Architektura
Gmach neogotycki z czerwonej cegły z końca XIX wieku z bardzo starannie wykończoną fasadą główną, zdobioną profilowanymi gzymsami, fryzem koronacyjnym, wieloma kształtkami glazurowanymi na czarno i ozdobnymi ryzalitami mieszczącymi dwa wejścia główne. W górnej części pomiędzy wysokimi ostrołukowymi oknami widnieją herby miasta. Po przeciwnej stronie ulicy piękny starodrzew, powstały na splantowanych wałach i fosie.

## Absolwenci
- inż. Friedrich Lenz (Unternehmer)(inne języki) (* 9.11.1846; † 19.08.1930) - założyciel Lenz & Co., twórca kolei wąsko- i szerokotorowych na Pomorzu,
- Werner Kollath(inne języki) (11.06.1892; † 19.11.1970) – niemiecki naukowiec, twórca podstaw higieny i dietetyki.